# Liste des maires de Gray
Cet article dresse une liste par ordre de mandat des maires de Gray.

## Liste des maires
| Période        | Période          | Identité                               | Étiquette               | Qualité |
| -------------- | ---------------- | -------------------------------------- | ----------------------- | --- |
| janvier 1790   | novembre 1790    | Jean-François Crestin                  |                         | Avocat Député Sous-préfet de Gray |
| novembre 1790  | novembre 1791    | Joseph Denizot                         |                         | Avocat |
| novembre 1791  | avril 1795       | Charles-François Billardet             |                         | Avocat |
| avril 1795     | août 1795        | Joseph Denizot                         |                         | Avocat |
| août 1795      | 1797             | Charles-François Billardet             |                         | Avocat |
| 1797           | janvier 1805     | François Martin                        |                         | Avocat Député Baron de l'Empire |
| janvier 1805   | avril 1807       | Alexandre Martin                       |                         | Avocat Député |
| avril 1807     | décembre 1808    | Ferdinand Crestin                      |                         | Député |
| janvier 1809   | juillet 1815     | Joseph Denizot                         |                         | Avocat |
| juillet 1815   | 1815             | Claude Joseph Lambert Brusset          |                         | Avocat Conseiller d'arrondissement de Gray Conseiller général Député Sous-préfet de Gray Chevalier de l'ordre royal et militaire de Saint-Louis                                                                         |
| 1816           | 1827             | Alexandre Garnier                      |                         | |
| 1828           | 1830             | Charles Jean Baptiste Antoine Paguelle |                         | |
| 1830           | 1830             | César Dufournel                        |                         | Banquier et maître de forges |
| 1830           | 1831             | Jean-Baptiste Thérèse Jobard           |                         | Maître de forges Député |
| décembre 1831  | mai 1832         | Joseph Carnet                          |                         | Médecin |
| mai 1832       | septembre 1840   | Alexandre Mugnier                      |                         | Avocat |
| septembre 1840 | 1867             | Claude-François Révon                  |                         | Banquier |
| juin 1867      | janvier 1869     | Joseph Fournier                        |                         | Avocat puis juge |
| janvier 1869   | janvier 1876     | Louis Jobard                           | Républicain             | Industriel Conseiller municipal Conseiller d'arrondissement Conseiller général de Gray Sénateur |
| avril 1876     | mars 1881        | Pierre Victorin Renaud                 |                         | |
| mars 1881      | mai 1882         | Dominique Barat                        |                         | Avocat puis juge |
| mai 1882       | 13 novembre 1903 | Maurice Signard                        | Républicain             | Médecin Conseiller municipal Conseiller général de Gray Président du Conseil général Député Sénateur |
| décembre 1903  | mai 1912         | Pierre Ragally                         | Radical                 | Vétérinaire Conseiller général de Fresne-Saint-Mamès Député Officier d'Académie Officier du Mérite agricole |
| mai 1912       | mai 1925         | Moïse Lévy,                            | Radical                 | Administrateur de société Conseiller municipal Conseiller général de Gray Vice-président du Conseil général Sénateur |
| mai 1925       | mai 1928         | Paul Faivre                            |                         | Instituteur |
| juin 1928      | mai 1935         | Charles Chateau                        |                         | Commerçant |
| mai 1935       | juillet 1940     | Moïse Lévy                             | Radical                 | Administrateur de société Conseiller municipal Conseiller général de Gray Vice-président du Conseil général Sénateur |
| août 1940      | mai 1944         | Joseph Fimbel                          |                         | Professeur Directeur et fondateur de l'école d'agriculture de Sainte Maure Frère marianiste Résistant déporté à Buchenwald Chevalier de la Légion d'honneur                                                             |
| novembre 1944  | mai 1945         | Albert Weyl                            |                         | Négociant en tissus |
| mai 1945       | octobre 1947     | Roger Protet                           |                         | Avoué |
| octobre 1947   | mars 1977        | Pierre Vitter                          | RPF puis RI puis UDF-PR | Pharmacien Sénateur (1948 → 1952) Député (1956 → 1978) Conseiller général de Gray (1951 → 1976) Président du Conseil général (1971 → 1976)                                                                              |
| mars 1977      | mars 1983        | Michel Vigneron                        | PS                      | Comptable |
| mars 1983      | juin 1995        | Jean Kohler                            | RPR                     | Chirurgien-dentiste |
| juin 1995      | mai 1998         | Christian Bergelin                     | RPR                     | Transporteur Conseiller municipal (1977 → 1995) Député (1981 → 1986 et 1988 → 2002) Secrétaire d'État (1986 → 1988) Président du Conseil général (1989 → 1998) Conseiller général de Gray (1982 → 2001) Sénateur (2002) |
| 17 mai 1998    | 4 avril 2014,    | Michel Alliot                          | RPR puis UMP            | Avocat Conseiller municipal (2014 → ) 1er vice-président de la CC Val de Gray (2014 → ) Président de la CC Val de Gray (2001 → 2014) Candidat aux élections départementales de 2015,                                    |
| 4 avril 2014,  | en cours         | Christophe Laurençot                   | UMP puis LR             | Éducateur Organisateur du festival Rolling Saône, 1er adjoint au maire ( → 2014) Vice-président de la CC Val de Gray (2014 → )                                                                                          |